# Édouard Van Remoortel
Édouard Van Remoortel (Brussel, 30 mei 1926 – Parijs, 16 mei 1977) was een Belgisch dirigent.
Hij was zoon van de politicus William Van Remoortel en Alice Goldzieher.
Hij kreeg in eerste instantie les aan het Koninklijk Conservatorium Brussel, waarbij in de vakken kamermuziek en cello eerste prijzen behaalde. Er kwamen echter ook lessen in directie bij Antonio Guarnieri, Alceo Galliera en Johan Krips. Hij stond vervolgens enkele keren voor het Nationaal Orkest van België. Er volgden vanaf 1956 optreden met Europese (onder andere Mozarteum), Amerikaanse (Verenigde Staten en Mexico) en Australische orkesten (ABC Orchestra) hetgeen leidde tot de aanstelling van drie jaar tot muzikaal directeur van het Saint Louis Symphony Orchestra, dat hij tussen 1958 tot 1961 leidde. Hij was de opvolger van Vladimir Golschmann. Het orkest kon voor het seizoen 1961/1962 geen geschikte opvolger vinden, waardoor hij nog een jaar bleef.  Het boterde niet tussen de jonge dirigent en de orkestleden. Het verhaal gaat dat hij al in het eerste seizoen 42 orkestleden wilde ontslaan, hetgeen een wilde staking uitlokte. De situatie met het orkest was niet veel beter. Een deel van het orkest (Saint Louis Philharmonic) splitste af als semiberoepsorkest; hij leidde dat orkest nog tijdens zijn verblijf in Saint Louis (Missouri). Eleazar de Carvalho volgde hem op bij Saint Louis. In 1965 begon zijn aanstelling als dirigent en muzikaal leider van het operaorkest van Monte Carlo, hetgeen hij tot 1970 vol hield. Al die jaren verzorgde hij in binnen- en buitenland gast-dirigentschappen.
Er zijn tal van opnamen van hem beschikbaar.
In 1960 werd Van Remoortel benoemd in de Leopoldsorde. De Koningin Elisabethwedstrijd kent een prijsklasse "Gift Myriam & Édouard Van Remoortel" voor Belgische halvefinalisten en finalisten; Myriam (1921-2001) was de zus van Edouard.